# أكسفوردشير
أكسفوردشير (بالإنجليزية: Oxfordshir) هي مقاطعة في جنوب شرق إنجلترا، تقع في شمال غرب لندن حوالي 60 كم، وهي تتوسط كل من المقاطعات التالية نورثامبتونشير، ويلتشير، غلوستيرشير، باكينغهامشير ،بريكشير ووارويكشير.
مقاطعة اوكسفوردشير مقسمة إلى خمس مناطق ذات إدارة محلية وهي: اكسفورد، شيرويل، وادي الحصان الأبيض، وجنوب اوكسفوردشير وغرب اوكسفوردشير.
تعتمد المقاطعة بشكل رئيسي على صناعة السياحة. يتمركز في المقاطعة أيضا شركات ومرافق الموتورسبورت (رياضة الدرجات الآلية). مطبعة جامعة اوكسفورد تتمركز في المقاطعة كما ترتبط الجامعة بشركات مختصة في تكنولوجيا الأحياء في المنطقة.
مركز المقاطعة تجمع السكان الرئيسي هو مدينة اوكسفورد.يوجد بلدات أخرى ذات تجمع سكاني كبير نسبيا منها بلدة بيكيستير ونورتون إلى الشمال من أكسفورد، ويتني إلى الغرب. ثامي وشيننور إلى الشرق ووانتاغي، ديدكوت إلى الجنوب.
أعلى نقطة في المقاطعة هي وايت هورس هيل (White Horse) ومعناها تلة الحصان الأبيض وترتفع 261م. ووردة المقاطعة
الرسمية هي حشيشية رأس الثعبان الحجلية.

## أعلام
- روبرت فيرند
- ألان بولوك
- كريستوفر هيل
- ماريا ايدجوورث
- فريا ألان
- ديبورا وارنر
- روبرت دادلي، إيرل ليستر الأول
- جورج أورويل
- جون بوشان
- جيروم كلابكا جيروم
- آرثر إيفانز
- جاك بيريسفورد
- سي. إس. لويس
- توماس هيوز